# Image song
Uma image song ou character song é uma canção incluída em um álbum (muitas vezes chamado de image album ou character album) para anime, videogame ou dorama, que geralmente é cantada pelo intérprete do personagem.
Image songs são consideradas uma parte importante de um anime ou dorama de sucesso, já que fornecem percepções do personagem que talvez não sejam muitas exploradas no programa. Os criadores das séries também podem incluir detalhes sobre as fases da concepção do personagem e a sua evolução, e até mesmo acrescentar esboços para que os fãs possam ver como um personagem mudou. Muitas vezes, são adicionados comentários dos dubladores sobre como se sentem interpretando aquele personagem. Muitas image songs são inseridas no próprio anime, como Kyōran Kazoku Nikki, em que cada personagem principal canta uma image song como tema de encerramento e recebem uma própria animação. Outro exemplo é Prince of Tennis, no qual as músicas de abertura e encerramento para as OVAs são cantadas pelos personagens do anime.
O primeiro álbum de image song de anime a alcançar a primeira posição na parada japonesa Oricon semanal foi o Hōkago Tea Time (放課後ティータイム, After School Tea Time) pelas dubladoras das personagens de K-On! em 2009, vendendo 67,000 cópias na primeira semana. Mais tarde, K-On! foi o primeiro anime a alcançar a primeira colocação na parada Oricon singles em 2010, com o tema de abertura da segunda temporada da série, "Go! Go! Maniac!", que vendeu 83,000 cópias na primeira semana.